# Ніколаєв Костянтин Михайлович
Костянтин Михайлович Ніколаєв (1893, Російська імперія — ?) — радянський діяч. Член ЦВК СРСР 1-го скликання. Член Центральної контрольної комісії ВКП(б) у 1925—1927 роках. 

## Життєпис
Працював робітником зв'язку в Туркестані. Учасник громадянської війни в Росії.
Член РКП(б) з 1919 року. 
На 1925—1927 роки — заступник уповноваженого Центральної контрольної комісії ВКП(б) — робітничо-селянської інспекції в Середній Азії.
Потім був на радянській та господарській роботі. Подальша доля невідома.